# Rusko (Strzegom)

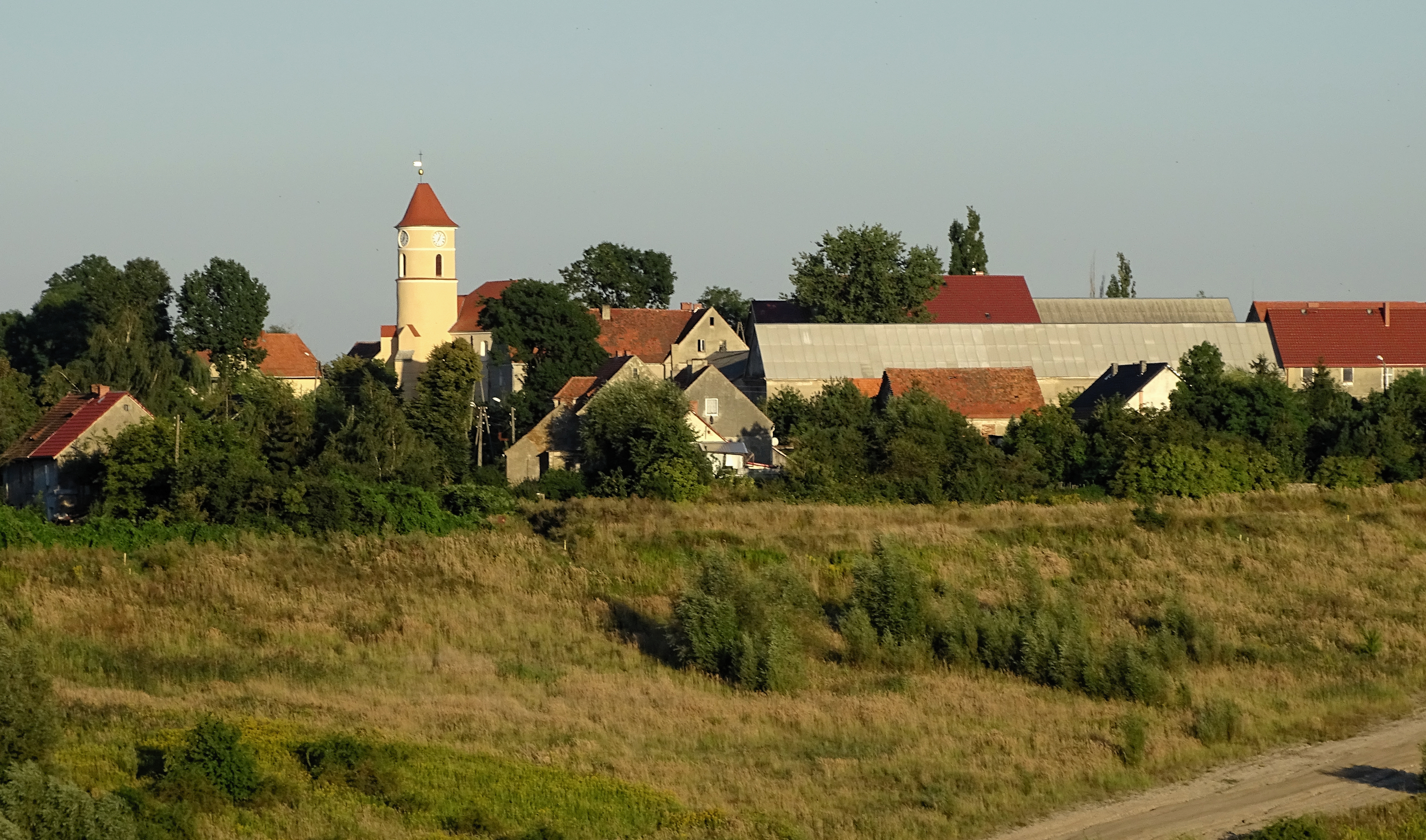
Rusko

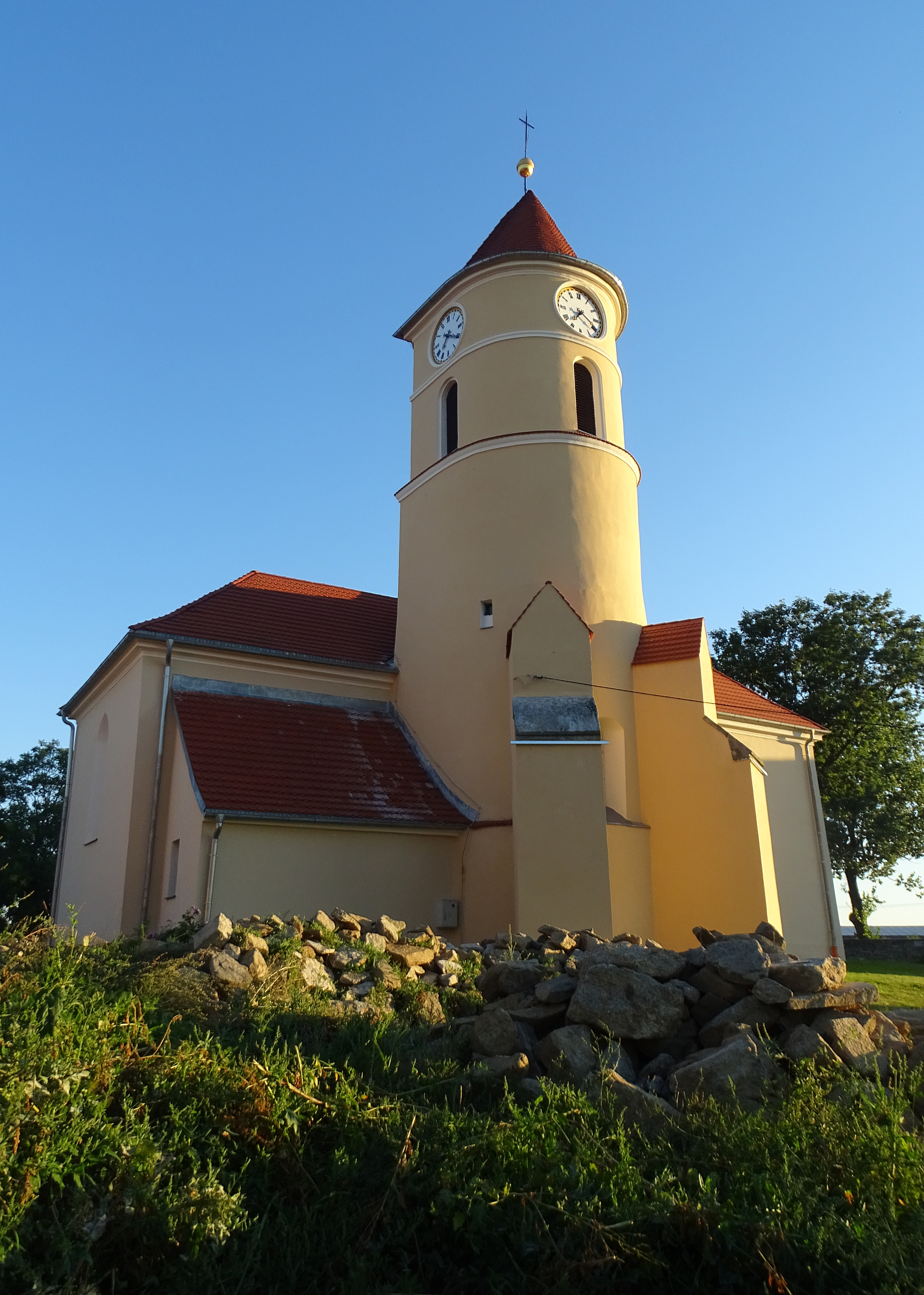
Filialkirche

Rusko (deutsch: Rauske) ist ein Dorf der Stadt- und Landgemeinde Strzegom (Striegau) im Powiat Świdnicki der Woiwodschaft Niederschlesien in Polen.

## Lage
Nachbarorte sind Jaroszów (Järischau) im Westen, Lasek (Förstchen) im Norden, Mikoszowa (Niklasdorf) im Süden, Mielęcin (Pfaffendorf) im Südosten.

## Geschichte
Die Ersterwähnung erfolgte 1193 als „Ruschi“, weitere Schreibweisen waren 1248 „Rawszke“ und 1370 „Rusk“. 1239 erscheint in einer Urkunde als Zeuge „Polonus parochianus de Ruze“. Ruske gehörte zum Herzogtum Schlesien und nach dessen Teilung 1248 zum Herzogtum Breslau. Der 1248 erwähnte Schultheiß deutet auf eine davor geschehene deutschrechtliche Aussetzung des Ortes. 1288 kam das Patronatsrecht der Kirche von Rauske an den Johanniterorden in Striegau. 1335 gelangte Ruskau zusammen mit dem Herzogtum Breslau als erledigtes Lehen an die Krone Böhmen.
Nach dem Ersten Schlesischen Krieg fiel Rauske mit dem größten Teil Schlesiens 1741/42 an Preußen. Grundherr war 1845 Johann Gottfried Unger. Damals zählte das Dorf 89 Häuser, ein Schloss, ein Vorwerk, eine herrschaftliche Schäferei, 524 Einwohner (70 katholisch und der Rest evangelisch), eine 1756 gegründete evangelisch Schule mit einem Lehrer und der Kollatur der Grundherrschaft, evangelische Kirche zu Gäbersdorf im damaligen Landkreis Neumarkt, eine katholische Majoratskirche, Adjunkt der Pfarrkirche von Järischau unter dem Patronat der Grundherrschaft, ein Pfarrwidum in Niklasdorf und Pfaffendorf, eine Windmühle, eine Brauerei, eine Brennerei, zwei Wirtshäuser, 17 Handwerker und drei Händler. Zur katholischen Kirche in Rauske waren im 19. Jahrhundert gepfarrt: Rauske, Hummel, Niklasdorf, Pfaffendorf und Preilsdorf.
Seit 1874 gehörte die Landgemeinde Rauske zum Amtsbezirk Bertholdsdorf. Nach der Auflösung des Landkreises Striegau, wurde Rauske 1932 dem Landkreis Schweidnitz zugeschlagen. Als Folge des Zweiten Weltkriegs fiel es 1945 mit dem größten Teil Schlesiens an Polen. Nachfolgend wurde es in Rusko umbenannt. Die deutschen Einwohner wurden – soweit sie nicht vorher geflohen waren – vertrieben. Die neu angesiedelten Bewohner stammten teilweise aus Ostpolen, das an die Sowjetunion gefallen war. Von 1975 bis 1998 gehörte Rusko zur Woiwodschaft Wałbrzych und darauf seit 1998 zur heutigen Woiwodschaft Niederschlesien.

## Sehenswürdigkeiten
- Die römisch-katholische Filialkirche St. Peter und Paul (polnisch kościół filialny pw. św. Piotra i Pawła) wurde in der zweiten Hälfte des 13. Jahrhunderts errichtet und im 16. bis 18. Jahrhundert erweitert. Die Pfarrei wurde 1239 erstmals erwähnt. Das Gotteshaus besteht aus Bruchstein ohne Strebepfeiler. An das Langhaus schließt ein Chor mit einem Kreuzgewölbe an. Der Turm wurde 19. Jahrhundert erhöht. Die Kirche ist von einem alten Friedhof umgeben. An der Friedhofsmauer befinden sich Grabsteine aus dem 17. Jahrhundert.[4]
- mehrere Sühnekreuze[5]